# Texas blues
Il Texas blues è un sottogenere del blues che, a differenza del nome, non è circoscritto solamente ai musicisti nativi dell'area del Texas. Presenta diverse variazioni di stile ma tipicamente è caratterizzato da un'impronta più swing rispetto agli altri stili del blues. Differisce da essi inoltre per quanto riguarda l'uso degli strumenti musicali e per le sonorità, specialmente per l'utilizzo massiccio della chitarra. Musicisti come Stevie Ray Vaughan contribuirono a questo stile utilizzando diversi tipi di suono della chitarra, come lo slide, e introducendo differenti melodie blues e jazz.
Il Texas blues annida le sue radici nei primi anni del ventesimo secolo, tra gli afroamericani che lavoravano nei giacimenti petroliferi, nei ranch e nelle segherie. Durante gli anni venti, Blind Lemon Jefferson ne innovò lo stile apportando improvvisazioni tipiche del jazz con l'accompagnamento di una sola chitarra; Jefferson ispirò numerosi musicisti, tra i quali Lightnin' Hopkins e T-Bone Walker. Durante la grande depressione degli anni trenta, molti bluesmen si spostarono in città come Galveston, Houston e Dallas. Fu in queste città che apparì una nuova ondata di musicisti, inclusi il chitarrista slide e cantante Blind Willie Johnson e la cantante Big Mama Thornton. La Duke Records e la Peacock Records erano a quei tempi le più importanti etichette discografiche della scena musicale.
Durante gli anni sessanta il mercato discografico si mosse più a nord, riducendo così l'importanza del Texas nella scena blues. 
Nel corso degli anni settanta invece ci fu una nuova ondata, dovuta allo sviluppo del sound blues rock degli ZZ Top e dei The Fabulous Thunderbirds. Questo portò nel decennio successivo ad un revival del Texas blues, in primis quello di Stevie Ray Vaughan, ed Austin divenne la nuova capitale blues dello stato.

## Musicisti Texas blues
- Albert Collins
- Mance Lipscomb
- Lightnin' Hopkins
- Blind Lemon Jefferson
- Billy Gibbons
- Freddie King
- Leadbelly
- Lonnie Mack
- Delbert McClinton
- Guitar Shorty
- Big Mama Thornton
- Jimmie Vaughan
- Smokey Hogg
- Stevie Ray Vaughan
- T-Bone Walker
- Johnny Winter
- Canned Heat
- Alger "Texas" Alexander
- Black Ace
- John McVey & The Stumble